# クルツSPz 11-2装甲偵察車
SPz.11-2装甲偵察車クルツ（ドイツ語: SPz.（Schützenpanzer＝歩兵戦闘車）11-2 Kurz）は、1950年代に開発され、西ドイツで運用された歩兵戦闘車／装甲偵察車である。
同時期に開発されたSPz.12-3ラング（＝長）に対し、クルツ（＝短）車体であるため、この名で呼ばれる。 
原型車両はフランスのオチキス社のフランス陸軍向け試作車両TT6であり、1958年から1962年の間に軽装甲型2,374輌が調達された。うち1,600輌余りがマギルス・ドイツ社でライセンス生産された。

## 概要
歩兵戦闘車型のタイプ11-2型の武装は砲塔のイスパノ・スイザ社製の86口径20mm機関砲HS820である。ペリスコープを備え、500発の弾薬を備えていた。800～1,000発/分の発射速度を持ち、通常の交戦距離は400～1,200m、最大射程は7,500mであった。砲塔の旋回は手動で行われ、粗動と微動の2段変速であった。また、隠蔽用の発煙弾発射機を3基備えている。
乗員は砲塔に車長、車体前部に操縦手、後部に無線手、小銃手2名の計5名で、車長および操縦手にはペリスコープ、小銃手には50mm防弾ガラスの視察孔が設けられていた。
330Lのタンクを備え行動距離は400km近くに達した。超壕能力は1.5m、超堤能力は0.6mで60%の傾斜を登坂できた。また0.7mまでの渡河能力を有している。

## 運用
クルツ装甲偵察車は1974年まで機械化歩兵大隊の砲兵小隊に配備され、装甲偵察車としては1982年まで配備されていた。
クルツ装甲偵察車は偵察任務に用いるには騒音の大きい車両であった。また、SPz.12-3ラングと同じく速度が遅く、特に後進速度は6km/hと徒歩よりは早い程度であった。また、前方の駆動輪の車軸は脆く、悪路では破損した。
武装の20mm機関砲は砲塔に左に偏心して搭載されていたため、旋回を“粗動”に設定したままでは、射撃時に人力では保持できないほど左へそれていく傾向があった。また、弾薬の交換は砲塔のスペースが限られ、弾薬帯自体が重いため難しく、専用ツールも必要とされた。
測距儀は搭載していないため、距離の測定は推測に依った。冬期には操縦手のみが弱弱しい暖房の恩恵を受け、残りの人員は数日にわたる任務の中を凍えながら過ごした。もう一つの欠点は貧弱な電装系であり、バッテリーセパレーターを使用し、十分な電圧のあるときのみ無線が使用できた。
クルツ装甲偵察車の偵察任務はルクス装輪装甲車によって置き換えられた。運用は西ドイツ軍に限られた。

## バリエーション
Schützenpanzer 11-2 Kurz
86口径20mm機関砲 HS820 を装備した小型砲塔を搭載した基本型。
Beobachtungspanzer 22-2
砲塔を外した砲兵観測車型。2つの無線機を追加しており、乗員は5名。
Sanitätspanzer 2-2 kurz
装甲救急車型。担架2床を装備し、看護兵2名と操縦手の計3名が乗車する。
Mörserträger 51-2
81mm自走迫撃砲。弾薬搭載数は50発。
Radarpanzer 91-2
AN/TPS-33搭載自走レーダー。
Nachschubpanzer 42-1
兵員輸送車両、なお本車のみ転輪が4個のみである。
Spähpanzer SP I.C.
90mm砲搭載の偵察用軽戦車。1両のみ試作され、現在はコブレンツ国防技術博物館に展示されている。

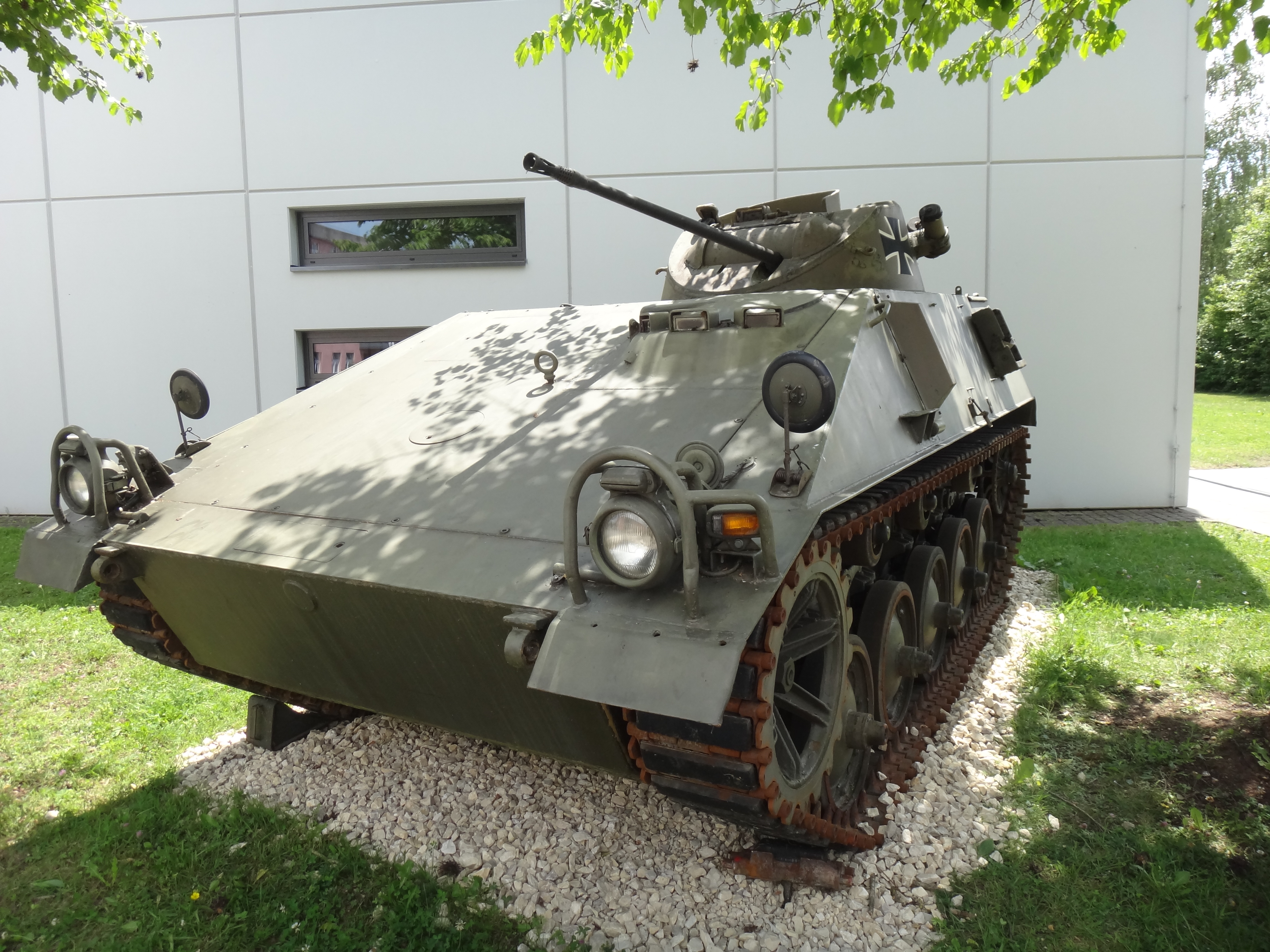
20mm機関砲HS820を搭載した歩兵戦闘車型、11-2。
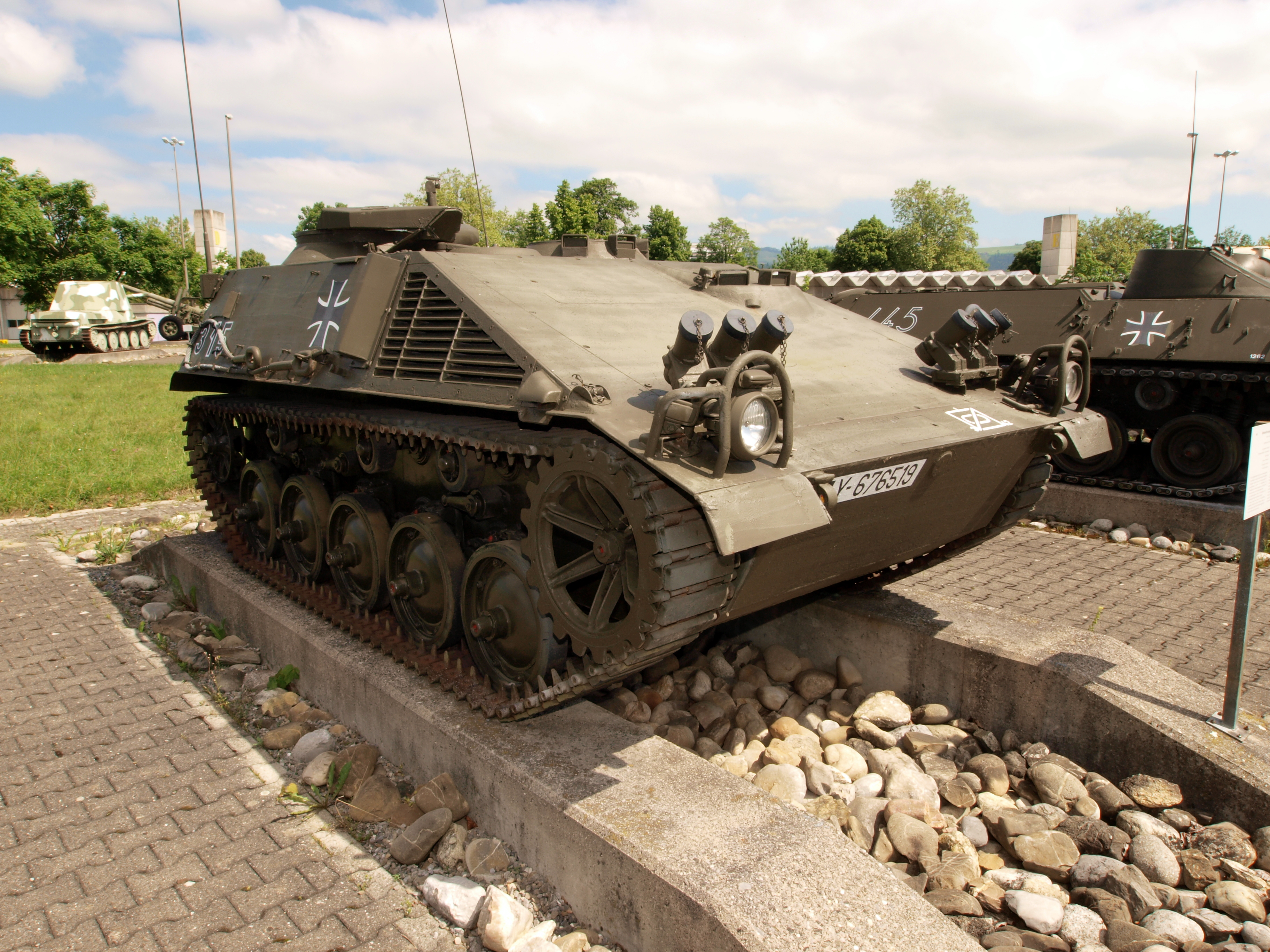
砲兵観測車タイプの22-2型。
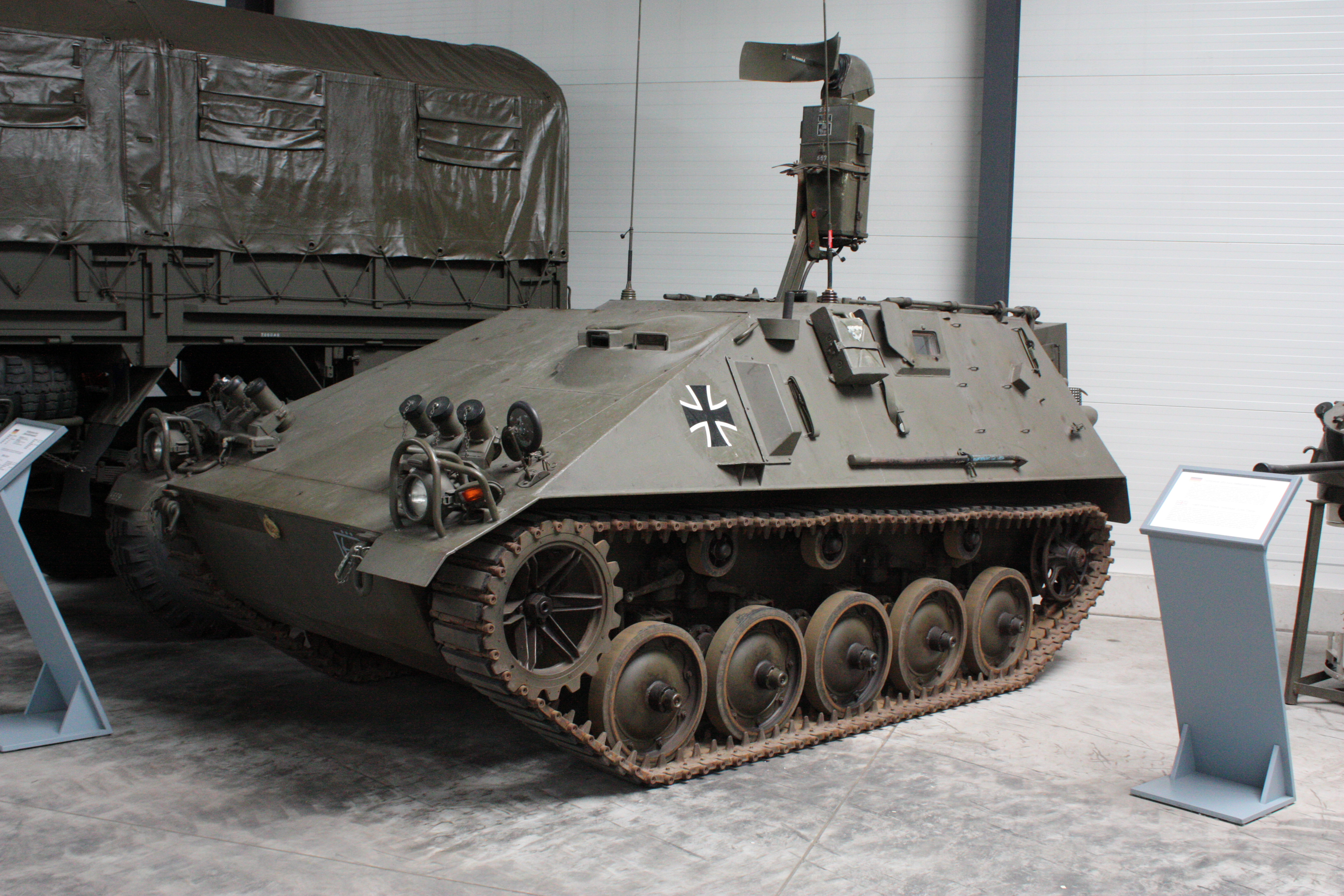
レーダー搭載偵察車タイプの91-2型。
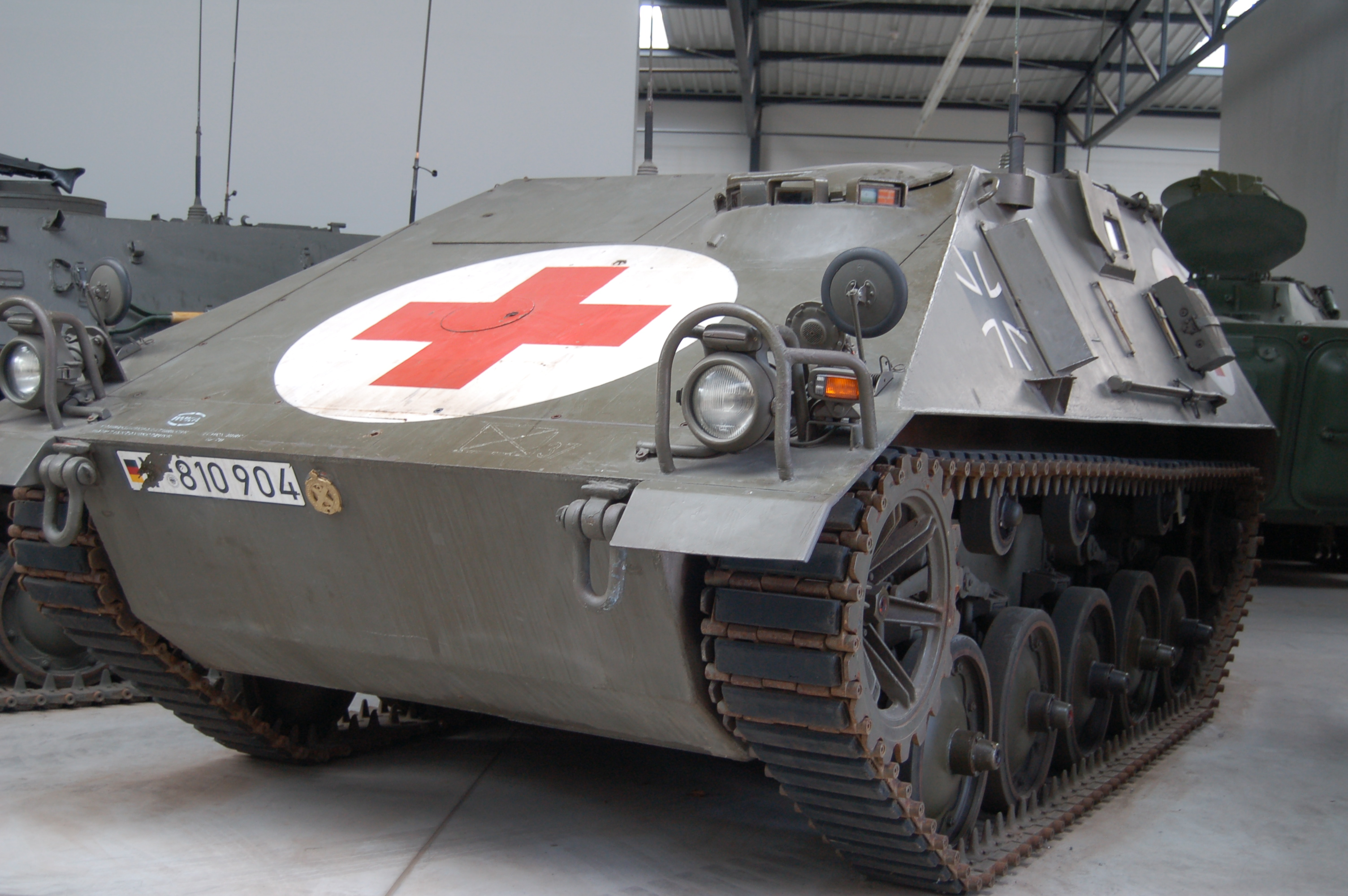
装甲救急車バージョン。
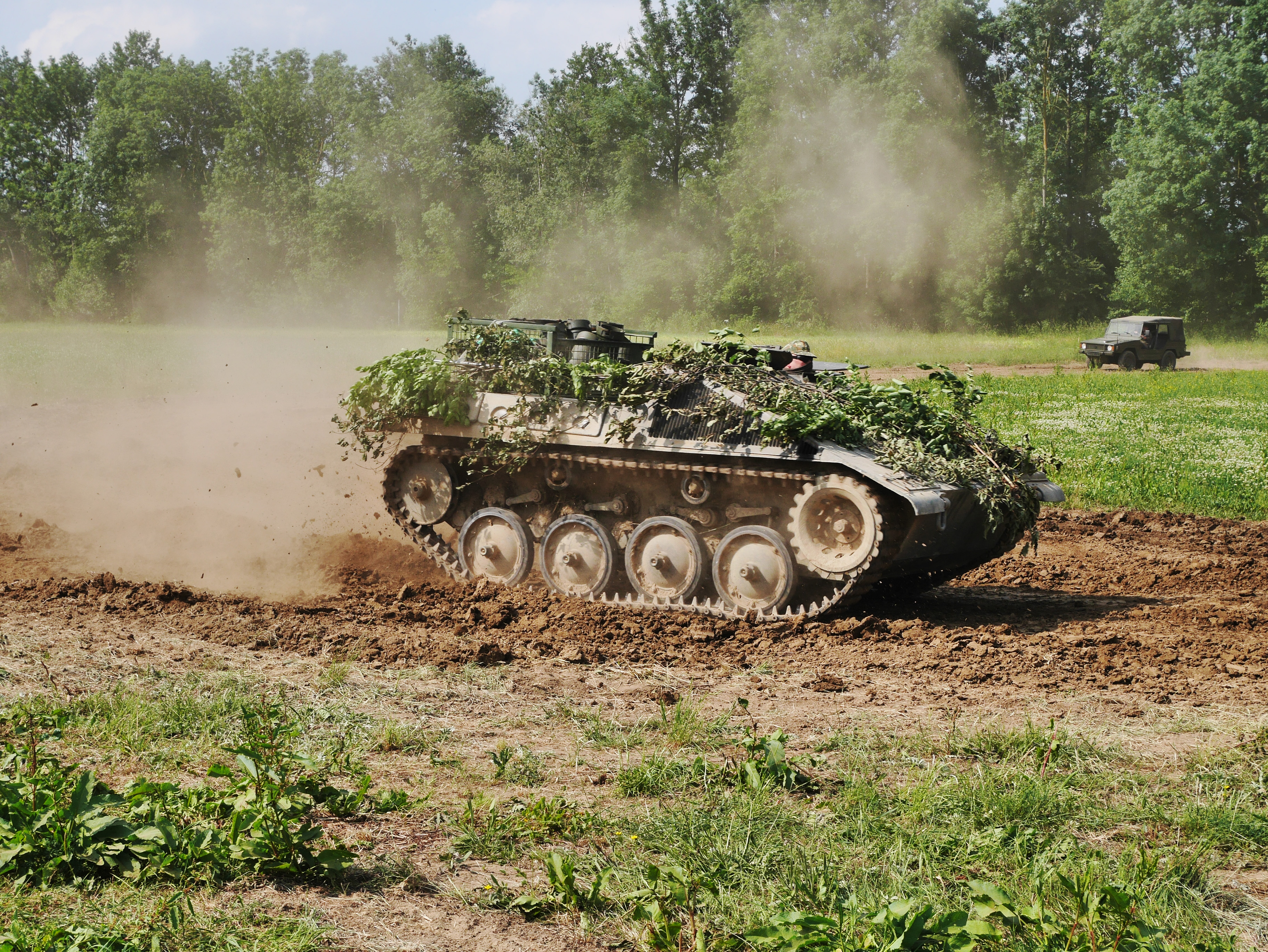
輸送車両型、4個の転輪が確認できる。
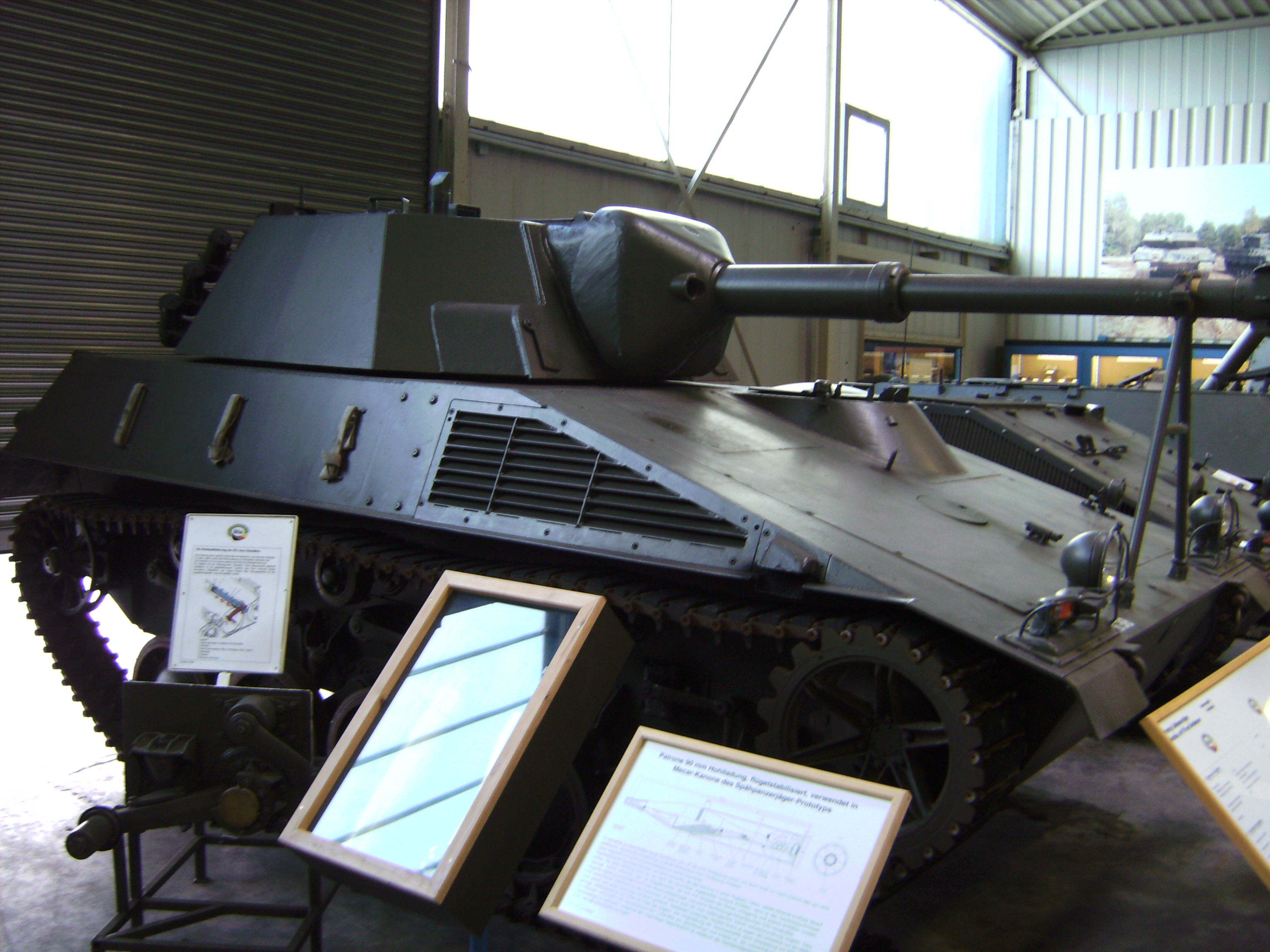
偵察戦車型のSP I.C.

## 登場作品

### ゲーム
『World of Tanks』
軽戦車型がドイツ軽戦車「Spähpanzer SP I C」として開発可能。